# カタラウヌムの戦い (274年)
座標: 北緯48度57分27秒 東経4度21分54秒 / 北緯48.9575度 東経4.365度
カタラウヌムの戦い (ラテン語: Clades Catalaunica) またはシャロンの戦い (フランス語: Bataille de Châlons) は、274年にローマ皇帝アウレリアヌスとガリア皇帝テトリクス1世が衝突した戦い。
この戦いで敗れたガリア帝国は独立を失い、13年の時を経てローマ帝国に再統合された。
なお、戦場は現在のシャロン＝アン＝シャンパーニュで、後の451年のカタラウヌムの戦いと同じ場所である。

## 背景
東方で同じくローマ帝国から分離していたパルミラ帝国を滅ぼしたローマ皇帝アウレリアヌスは、274年初頭からガリア帝国をも再征服する準備を始めた。
一方、ガリア帝国はゲルマン人の侵攻が絶えず、国内では総督ファウスティヌスの反乱が起きており、テトリクス1世の支配力は弱まる一方だった。
アウレリアヌスの侵攻を受けたテトリクス1世は、ライン川の軍団を南方へ動かし、カタラウヌムの戦いでローマ軍団と衝突した。

## 戦闘
アウレリアヌス麾下のローマ軍は練度が高く統率も取れていた。戦闘の半ばでテトリクス1世が捕虜になると、ライン軍団は散り散りになり、アウレリアヌスの部隊に蹂躙された。この戦いで膨大な数の犠牲者が出たことは、後の時代に長きにわたり語り継がれた。

## その後
カタラウヌムの戦いでライン軍団を壊滅させてしまったことで、その後のアウレリアヌスのライン川防衛は困難なものになった。数年間にわたりアレマン人やフランク人のラインラント侵攻が続き、数々の砦が占拠され、都市が破壊された。
テトリクス1世と息子テトリクス2世はローマへ連行され、凱旋式のための見世物となった。しかし彼らはそれ以上の罰を受けることは無かった。アウレリアヌスはテトリクス1世をローマ帝国の行政官に取り立て、南イタリアのルカニア地方のコレクトルに任じた。

## 論争
歴史家の間では、テトリクス1世がカタラウヌムでの決戦を望んでいたか否かという点について論争が起きている。多くの古い文献には、テトリクス1世自身がガリア皇帝の座を快く思っていなかったという記述がみられる。これらによれば、テトリクス1世はわざと自軍を不利な場所に布陣させ、戦闘の序盤で敗勢を決定させるという背信行為を、あらかじめアウレリアヌスと取り決めていたというのである。しかし近代以降の歴史家の中では、このテトリクス1世の裏切りはアウレリアヌス陣営のプロパガンダに過ぎないとする異説が出ている。論理的に考えれば、アウレリアヌスが自軍の損失を減らそうとするなら、最初からテトリクス1世に降伏させればすんだはずである。もとよりローマ帝国はガリア・ゲルマニア間の防衛線の人員不足にあえいでおり、さらにカタラウヌムの戦いによってライン川の防衛体制は破綻し、フランク人やアレマン人の侵略にさらされることになった。こうした異論に対しエドワード・ギボンは、テトリクス1世がポストゥムス以来の帝位を裏切るようなことがあれば殺すという軍団の脅迫を受けていた、という説明をしている。無血でも降伏すれば、ガリア帝国を支えてきたラインやガリアの軍団は反逆罪の汚名を着せられる可能性があった。またアウレリアヌスにしても、独立した栄光あるガリア帝国の記憶を、彼らガリア帝国の血によって根絶したいという意図があったという。
戦闘が起きた時期についても論争がある。古代でも近代以降でも、ほとんどの歴史家は戦闘の時期をパルミラ滅亡後の273/4年としている。ギボンは、『ローマ皇帝群像』に登場する僭称者フィルムス（274年に鎮圧）に向けたアウレリアヌスの書簡の内容を基に270/1年としている。